# کو آریما
کو آریما (به انگلیسی: Ko Arima) بازیکن فوتبال اهل ژاپن و عضو تیم ملی فوتبال ژاپن است که در تاریخ ۷ مارس ۱۹۵۱ میلادی اولین بازی ملی‌اش را انجام داد. او در ۳ بازی ملی حضور داشت و آخرین بازی ملی خود را در تاریخ ۹ مارس ۱۹۵۱ میلادی انجام داد. کو آریما در بازی‌های ملی‌اش
گلی به ثمر نرساند.